# 251 Sophia
251 Sophia è un asteroide della fascia principale del diametro medio di circa 28,42 km. Scoperto nel 1885, presenta un'orbita caratterizzata da un semiasse maggiore pari a 3,0922266 UA e da un'eccentricità di 0,1054112, inclinata di 10,52642° rispetto all'eclittica.
Il suo nome è dedicato a Sophia Stoeltzel, moglie dell'astronomo Hugo von Seeliger (vedi 892 Seeligeria).